# Zygmunt Miłoszewski

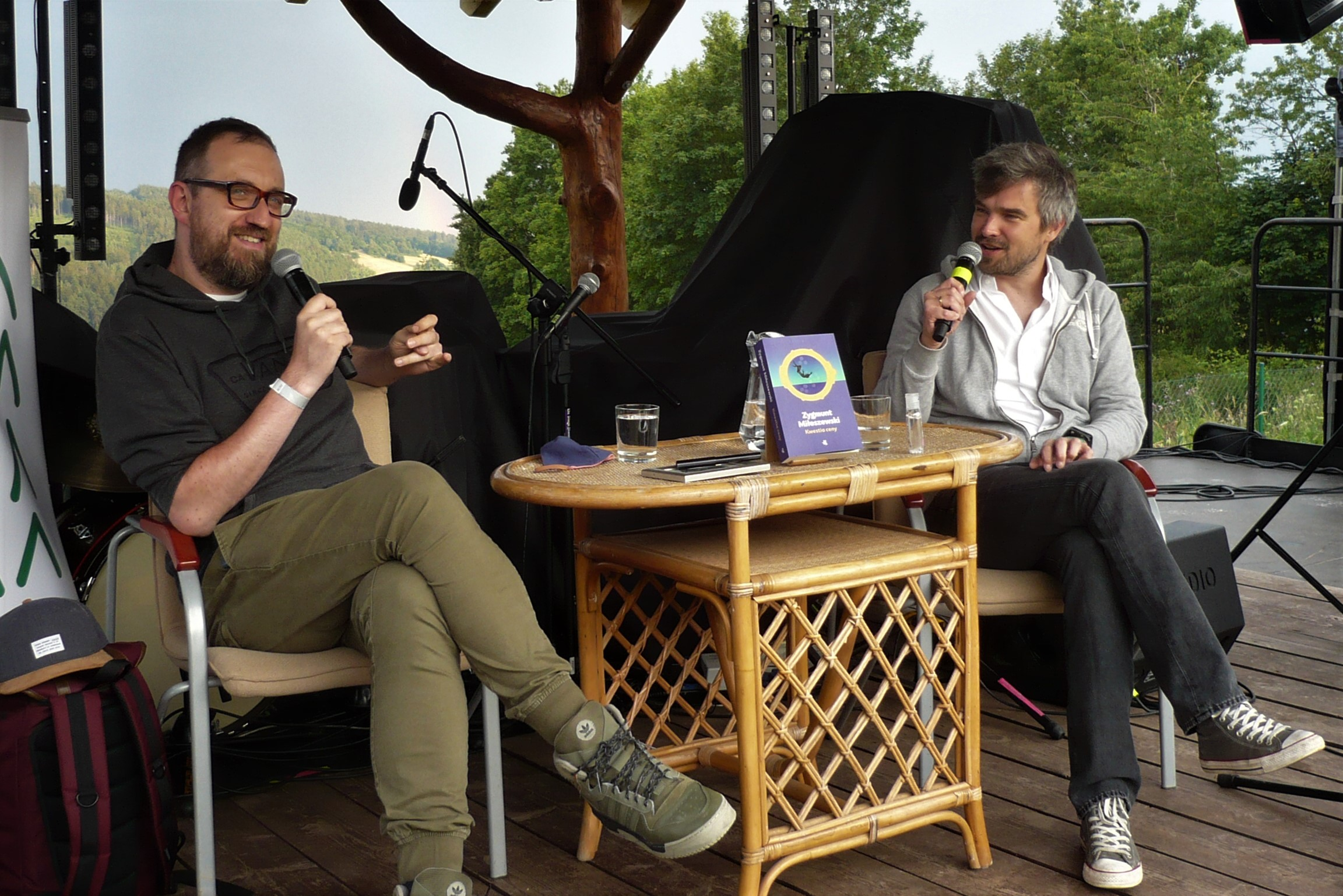
M. Nogaś i Z. Miłoszewski, VI Festiwal Góry Literatury, Włodowice, 2020

Zygmunt Miłoszewski (ur. 8 maja 1976 w Warszawie) – polski powieściopisarz i publicysta, współautor scenariuszy filmowych i telewizyjnych, laureat Paszportu „Polityki” (2014). Autor powieści kryminalnych i sensacyjnych, m.in. trylogii kryminalnej o prokuratorze Teodorze Szackim.

## Życiorys
Wychował się w Warszawie. W 1995 zaczął pracować jako dziennikarz w „Super Expressie”, w którym pisał reportaże z sal sądowych. Potem współpracował z innymi wydawnictwami. Od 2003 do 2008 związany z „Newsweekiem” jako redaktor, później jako stały felietonista.
Jest miłośnikiem i znawcą gier komputerowych, pisał o nich na łamach „Newsweeka” oraz w serwisie internetowym Polygamia.pl.
Literacko zadebiutował w 2004 na łamach „Polityki” opowiadaniem Historia portfela, nadesłanym na konkurs organizowany przez Jerzego Pilcha. Następnie rozpoczął współpracę z wydawnictwem W.A.B., które opublikowało wszystkie jego książki.
Nie posiada wyższego wykształcenia. Deklaruje się jako socjalista i ateista.
Jest starszym bratem scenarzysty i pisarza Wojtka Miłoszewskiego. Jego żoną jest reżyserka teatralna Marta Miłoszewska.

## Publikacje
Powieści
- Domofon (2005) – horror rozgrywający się w bloku z wielkiej płyty
- Góry Żmijowe (2006) – fantastyczna baśń dla dzieci
- Trylogia kryminalna o prokuratorze Teodorze Szackim[6]:
  - Uwikłanie (2007) – akcja rozgrywa się w Warszawie
  - Ziarno prawdy (2011) – akcja rozgrywa się w Sandomierzu
  - Gniew (2014) – akcja rozgrywa się w Olsztynie – data premiery: 8 października 2014[7] (ostatnia część trylogii długo funkcjonowała w zapowiedziach wydawniczych jako Na czerwonej ziemi)
- Bezcenny (2013) – thriller, opowieść sensacyjno-przygodowa o odzyskiwaniu zaginionych dzieł sztuki
- Jak zawsze (2017) – powieść political fiction, historia małżeństwa, które ma okazję na nowo przeżyć swój związek, i narodu, który może na nowo napisać swoją historię
- Kwestia ceny (2020) – thriller, opowieść sensacyjno-przygodowa o poszukiwaniu zaginionych zbiorów
- Hydropolis: Uciekaj (2022) – tom pierwszy trylogii dla nastolatków (il. Piotr Sokołowski)
- Hydropolis: Walcz (2023) – tom drugi trylogii dla nastolatków

Opowiadania
Jest także autorem opowiadań publikowanych w antologiach i prasie, m.in.:
- Historia portfela, debiutanckie opowiadanie opublikowane pod pseudonimem Erich Stein w antologii Pisz do Pilcha. Opowiadań współczesnych trzydzieści i trzy (2005)
- Jeden procent opublikowane w miesięczniku „Playboy” (10/2011) – bohaterem tego opowiadania jest prokurator Teodor Szacki, główny protagonista kryminałów Miłoszewskiego. Akcja opowiadania rozgrywa się w Olsztynie (chronologicznie po Ziarnie prawdy, a przed Gniewem)
- Potęga wuzetki w antologii 2012 (2012)
- Domiar opublikowane w tygodniku „Newsweek” (51-52/2012)
- Czekając na buca. Jednoaktówka o niebezpieczeństwach spotkań z pisarzami w antologii jubileuszowej na 20-lecie wydawnictwa W.A.B. Autor przychodzi wieczorem (2012)
- Idealny dzień lata w antologii Zachcianki. Dziesięć zmysłowych opowieści (2012)
- Pycha w antologii 7 grzechów głównych: antologia (2012)
- Umrzeć przed śmiercią opowiadanie współredagowane z czytelnikami portalu internetowego „Gadżetomania” (2013)
- Utopay. Przyszłość wystawia rachunek. Antologia futurystycznych opowiadań o pieniądzach (2022)

Tłumaczenia
Wszystkie książki Miłoszewskiego ukazały się za granicą. Tłumaczone są na kilkanaście języków, m.in. na angielski, francuski, niemiecki, rosyjski, ukraiński, hebrajski, japoński, włoski czy hiszpański. Angielskie i amerykańskie wydanie Uwikłania zostało dostrzeżone przez pismo branżowe „Publishers Weekly” i docenione prestiżową, tzw. starred review. Także kontynuacja tego cyklu kryminalnego, Ziarno prawdy, doczekała się w „Publishers Weekly” tego samego wyróżnienia.

## Nagrody
- 2006: Wyróżnienie w konkursie o Nagrodę Literacką im. Kornela Makuszyńskiego za baśń dla dzieci Góry Żmijowe
- 2008: Nagroda Wielkiego Kalibru dla najlepszej powieści kryminalnej i sensacyjnej 2007 za Uwikłanie
- 2011: Nominacja do Paszportów „Polityki” tygodnika „Polityka” w kategorii „Literatura 2011”
- 2012: Nagroda Wielkiego Kalibru dla najlepszej powieści kryminalnej i sensacyjnej 2011 za Ziarno prawdy
- 2013: Tytuł Najgorętsza Książka Lata 2013 dla powieści Bezcenny – plebiscyt organizowany przez TVP Kultura w ramach festiwalu Literacki Sopot.
- 2013: Róże Gali 2013 – nominacja w kategorii Książka za powieść Bezcenny[11]
- 2014: Bestseller Empiku 2013 w kategorii „Literatura polska”, za najlepiej sprzedającą się powieść roku 2013 dla powieści Bezcenny[12]
- 2014: Prix SNCF du polar (Francja) – nominacja do nagrody literackiej przyznawanej przez Francuskie Koleje Państwowe (SNCF) dla najlepszej powieści kryminalnej dla powieści Uwikłanie (Les impliqués)[13]
- 2014: Prix du Polar Européen (Francja) – nominacja do nagrody literackiej francuskiego tygodnika „Le Point” dla najlepszej powieści kryminalnej dla powieści Uwikłanie (Les impliqués)[14]
- 2014: Grand Prix des Lectrices de Elle (Francja) – nominacja do nagrody literackiej czytelników francuskiego wydania miesięcznika „Elle” dla powieści Uwikłanie (Les impliqués)[15]
- 2015: Tytuł Najlepsza Książka 2014 roku dla powieści Gniew przyznany w plebiscycie organizowanym przez Radiowy Dom Kultury „Trójki” (głosowanie słuchaczy Programu III Polskiego Radia)[16]
- 2015: Paszport „Polityki” w kategorii „Literatura 2014”[17]
- 2015: Bestseller Empiku 2014 w kategorii „Literatura polska”, za najlepiej sprzedającą się powieść roku 2014 dla powieści Gniew
- 2015: Prix du Polar Européen (Francja) – nominacja do nagrody literackiej francuskiego tygodnika „Le Point” za najlepszą powieść kryminalną dla Ziarna prawdy (Un fond de vérité)[14]
- 2015: Nominacja do Wawrzynu – Literackiej Nagrody Warmii i Mazur za rok 2014 dla powieści Gniew[18]
- 2015: Nominacja do Nagrody Wielkiego Kalibru dla najlepszej powieści kryminalnej i sensacyjnej 2014 za Gniew[19]
- 2015: Nominacja do Le Prix du Livre européen / European Book Prize za powieść Ziarno prawdy[20]
- 2015: Nagroda blogerów książkowych Złota Zakładka 2015 w kategorii „Najciekawsza intryga” dla powieści Gniew[21]
- 2015: Nagroda blogerów książkowych Złota Zakładka 2015 w kategorii „Najmroczniejsza powieść” dla powieści Gniew[21]
- 2015: Róża Gali 2015 w kategorii Książka, nagroda za powieść Gniew[22]
- 2018: Bestseller Empiku 2017 w kategorii „Literatura polska”, za najlepiej sprzedającą się powieść roku 2017 dla powieści Jak zawsze[23]
- 2018: Książka Roku 2017 w kategorii „Literatura piękna”, wybrana przez czytelników w plebiscycie portalu Lubimy Czytać, dla powieści Jak zawsze[24]
- 2018: Róża Gali 2018 w kategorii Książka, nagroda za powieść Jak zawsze[25]
- 2020: laureat Honorowej Nagrody Wielkiego Kalibru, przyznawanej za całokształt twórczości[26]

## Ekranizacje i adaptacje
W 2010 reżyser Jacek Bromski zrealizował filmową adaptację Uwikłania. Obraz miał premierę 3 czerwca 2011. W rolach głównych wystąpili Maja Ostaszewska i Marek Bukowski. Filmowe Uwikłanie znacznie różni się od literackiego pierwowzoru: bohaterem powieści jest doświadczony prokurator Teodor Szacki, a filmu początkująca prokurator Agata Szacka, akcja została przeniesiona z Warszawy (w książce) do Krakowa (film).
Prawa do filmowej adaptacji Ziarna prawdy zostały kupione przez Studio Filmowe „Rewers”. Ziarno prawdy zekranizował Borys Lankosz, który napisał scenariusz wspólnie z autorem, Zygmuntem Miłoszewskim. Głównym bohaterem jest, tak jak w powieściowym oryginale, prokurator Teodor Szacki (grany przez Roberta Więckiewicza), a akcja filmu rozgrywa się w Sandomierzu. Premiera w Polsce odbyła się 30 stycznia 2015.
3 września 2015 roku Telewizja Polska rozpoczęła emisję serialu kryminalnego Prokurator według scenariusza Braci Miłoszewskich (czyli Zygmunta Miłoszewskiego i Wojciecha Miłoszewskiego). W tytułowej roli prokuratora Kazimierza Procha występuje Jacek Koman, partnerują mu m.in. Magdalena Cielecka i Wojciech Zieliński. Reżyserowali Jacek Filipiak i Maciej Pieprzyca. Serial zdobył nagrodę Orła 2016 w kategorii Najlepszy Filmowy Serial Fabularny

## Słuchowiska i audiobooki
- Uwikłanie czyta Robert Jarociński,
- Ziarno prawdy czyta Robert Jarociński,
- Gniew  czyta Robert Jarociński
- Idealny dzień lata (opowiadanie z antologii Zachcianki), czytają Joanna Trzepiecińska i Zbigniew Zamachowski,
- Bezcenny czyta Andrzej Chyra,
- Umrzeć przed śmiercią (opowiadanie) czyta Andrzej Chyra.
- Domofon horror w wydaniu dźwiękowym, słuchowisko zrealizowane przez Polskie Radio Olsztyn.
- Entanglement: The Reflection Room (cz.1) i Antigone in Warsaw (cz. 2) – adaptacja powieści Uwikłanie na dwuczęściowe słuchowisko radiowe zrealizowane przez BBC. W roli Teodora Szackiego wystąpił Brian Dick[29].
- Jak zawsze czytają Kazimierz Kaczor, Dorota Kolak, Kamila Baar-Kochańska, Modest Ruciński. Słowa od autora nagrane przez Zygmunta Miłoszewskiego[30]
- Mierzeja thriller w wydaniu dźwiękowym[31].